# Palazzo Alberti
Palazzo Alberti si trova in via de' Benci 10 a Firenze. Un fabbricato dipendente si trova al 12.

## Storia
L'edificio si sviluppa a lato della torre degli Alberti, ed è nuovamente da identificare con una delle proprietà che la famiglia aveva lungo questo fronte della via, originariamente la principale nel suo essere segnata dalla presenza della torre stessa.
Probabilmente fondato attorno alla metà del XIII secolo, il palazzo fu con ogni probabilità ricostruito entro la prima metà del secolo successivo (più precisamente entro il 1334, stando alle ricerche di Mario Tasso) per risarcirlo dei danni provocati dai ghibellini nel periodo 1260-1266.
Tra i pochi documenti rinvenuti sulla fabbrica alcuni riferiscono di spese fatte alla fine del Seicento e attorno al 1730 per lavori di riassetto sia alla casa sia alla torre.
Nell'ambito del complesso cantiere volto al recupero dell'intero complesso, l'edificio in oggetto è stato restaurato tra il 1994 e il 2000. La fabbrica, con la torre limitrofa, appare nell'elenco redatto nel 1901 dalla Direzione Generale delle Antichità e Belle Arti, quale edificio monumentale da considerare patrimonio artistico nazionale, ed è sottoposta a vincolo architettonico dal 1914.
Nell'Ottocento la porzione al 12 subì una serie di interventi che ne modificarono in modo rilevante gli interni, con la realizzazione, tra l'altro, dell'attuale ingresso e della bella scala triangolare che ancora collega i vari piani dell'edificio.
L'ultimo piano è frutto di una soprelevazione realizzata tra il 1832 e il 1849. Un rilievo dello stato attuale del prospetto della fabbrica con la vicina torre è stato pubblicato da Gian Luigi Maffei.
Ai primi del Novecento si deve il rialzamento di un ulteriore piano e modifiche alla parte più alta della facciata, con conseguente modifica della posizione delle finestre. Nel corso del Novecento le cure della proprietà sono state relative e aggravate dai danni dell'alluvione del 1966: le fotografie degli anni settanta e ottanta mostrano l'edificio in precarie condizioni di conservazione (e un'intimazione del Comune di Firenze del 1971 per il restauro della facciata ne è la conferma), e questo fino al 1991, quando il fronte è stato restaurato e definito nei termini attuali.

## Descrizione
Dal maggio 1940 la facciata, l'ingresso (con la sua cancellata in ferro) e la scala sono stati sottoposti a vincolo architettonico.
Presenta al piano terreno un paramento regolare di conci in pietra forte sul qual
e si aprono quattro grandi fornici e una porta di più modeste dimensioni. I due piani superiori, intonacati, mostrano quattro ordini di finestre allineate su ricorsi in pietra.
Probabilmente al Settecento risale l'ampio scalone che, con accesso dal numero 10 e occupando una parte delle originarie logge, definisce come un unico grande palazzo le tre costruzioni primitive costituite da questa casa, dalla torre e dall'ala prospiciente su borgo Santa Croce (probabilmente coeva alla torre).
Di antico impianto anche l'edificio al 12, che costituisce una porzione dell'ininterrotta successione di proprietà della famiglia Alberti. Secondo una suggestiva ipotesi, una frazione di un unico grande palazzo che terminava, verso l'Arno, con la torre della famiglia. D'altra parte è evidente la continuità con gli altri edifici della strada, grazie alla successione delle grandi arcate medioevali del piano terreno in pietra forte a vista (quattro per quanto riguarda questa porzione), caratteristiche di una soluzione di unificazione ambientale propria del Trecento.